# يوب فان دن إندي
يوب فان دن إندي (مواليد 23 فبراير 1942 في أمستردام)، هو منتج هولندي ومؤسس مشارك لشركة الإنتاج التلفزيوني الدولية إندمول-Endemol ومؤسس/مالك شركة «Stage Entertainment» أكبر شركة ترفيهية حية في أوروبا تأسست شركة «Stage Entertainment» في عام 1998 بعد انفصالها عن قسم الترفيه المباشر في إندمول. تمتلك الشركة مكاتب ومسارح في ثماني دول (هولندا وألمانيا والولايات المتحدة والمملكة المتحدة وفرنسا وإسبانيا وإيطاليا وروسيا).

## روابط خارجية
- الترفيه المسرحي
- إنديمول
- فان دن إندي ديتمرز
- مؤسسة فان دن إندي
- مسرح Levenlang ، موقع السيرة الذاتية باللغة الهولندية